# Liji (köping i Kina, Henan, lat 34,31, long 116,05)
Liji (kinesiska: 李集, 李集镇) är en köping i Kina. Den ligger i provinsen Henan, i den centrala delen av landet, omkring 230 kilometer öster om provinshuvudstaden Zhengzhou. Antalet invånare är 56 845. Befolkningen består av 28 178 kvinnor och 28 667 män. Barn under 15 år utgör 21,0 %, vuxna 15-64 år 69 %, och äldre över 65 år 9,0 %.
Genomsnittlig årsnederbörd är 945 millimeter. Den regnigaste månaden är juli, med i genomsnitt 207 mm nederbörd, och den torraste är januari, med 9 mm nederbörd.